# San Rafael Arriba
San Rafael Arriba är en ort i Costa Rica.   Den ligger i provinsen San José, i den centrala delen av landet, 6 km söder om huvudstaden San José. San Rafael Arriba ligger 1 205 meter över havet och antalet invånare är 15 051.
Terrängen runt San Rafael Arriba är varierad. Runt San Rafael Arriba är det mycket tätbefolkat, med 1 313 invånare per kvadratkilometer. Närmaste större samhälle är San José, 6,5 km norr om San Rafael Arriba. Runt San Rafael Arriba är det i huvudsak tätbebyggt.